# L'Image fantôme
L'Image fantôme est un essai d’Hervé Guibert sur la photographie, paru aux Éditions de Minuit en 1981. La dédicace est adressée à son amant Thierry Jouno et aux parents de l’auteur. L’ouvrage comprend  64 textes qui éclairent le rapport d’Hervé Guibert à la photographie. Ils illustrent la proximité du travail photographique à l’œuvre littéraire.

## Commentaires
Cet ensemble de réflexions sur la photographie couvre un champ large : vaine tentative de capture de l’instant, déformation de l’image de soi, rapport intime à des images aimées, recherche de l’immortalité. Ces textes permettent de mieux comprendre son œuvre littéraire. L’appréhension de l’image par l’écrivain s’inscrit dans le continuum de sa production littéraire. L'essai est à rapprocher de l’ouvrage La Chambre claire de Roland Barthes, publié en 1980,,. Il est cité pour illustrer les interactions complexes entre littérature et photographie, mais aussi entre image de soi et construction romanesque :
« la photographie est une pratique englobeuse et oublieuse, tandis que l’écriture, qu’elle ne peut que bloquer, est une pratique mélancolique »
— Michel Collomb, in Le défi de l’incomparable. Pour une étude des interactions entre littérature et photographie Vox Poetica 12/09/2009 citation en exergue
« j’étais attentif aux transformations de mon visage comme aux transformations d’un personnage de roman qui s’achemine lentement vers la mort »
— Arnaud Genon et Guillaume Ertaud,  in Entre textes et photographies L'autofiction chez Hervé Guibert Novembre 2007 troisième paragraphe Vers une auto-photo-fictio-graphie 